# Hardrock
Hardrock is een muziekstroming die is voortgevloeid uit de rock en vaak gekenmerkt wordt door een hard klinkende (distorted) elektrische gitaar. Het tempo in de muziek is vaak hoog, de zang-, gitaar-, en orgelpartijen wisselen elkaar af en vullen elkaar aan. Net als in de jazz is een pakkende riff belangrijk om als kapstok voor de song te fungeren.
Het fundament in hardrocksongs wordt door de gitaar gelegd met zogenaamde powerakkoorden.
Een ander kenmerk is het stevige zangwerk, waarin forse uithalen niet spaarzaam zijn.

Enkele bekende bands in het genre zijn Aerosmith, AC/DC, Deep Purple, Guns N' Roses, Kiss, Led Zeppelin, Scorpions, UFO, Uriah Heep, Van Halen en Whitesnake. Groepen die zelf geen hardrock spelen, zoals The Who, hebben op verschillende manieren invloed gehad op het genre.

## Oorsprong
Een belangrijke pionier is de band Steppenwolf. De band heeft een ruige blues-rocksound door het overstuurde orgel- en gitaargeluid plus de gruizige - doch vrij duidelijk - klinkende stem van John Kay. De composities zijn duidelijk rockgeoriënteerd. Dit is bijvoorbeeld te horen aan hun ode aan Chuck Berry in het liedje Berry Rides Again. Zij klinken duidelijk anders, heavier, dan de destijds ook populaire Beach Boys en The Byrds. 
Een onderscheid met wat men later heavy metal zou gaan noemen is er dan nog niet. Sterker nog, het is juist in het nummer Born to Be Wild van Steppenwolf uit 1968 waarin voor het eerst de term heavy metal te horen is. Iets later breekt de band Deep Purple in Europa door met het album Deep Purple in Rock, waarop toetsenist Jon Lord en gitarist Ritchie Blackmore een vergelijkbaar overstuurd orgel- en gitaargeluid laten horen. In Ritchie Blackmore herkennen we een voor hardrock typerende gitaarvirtuoos. Vele zullen er nog volgen. Blackmore is overigens niet de eerste. Jimi Hendrix, een andere grondlegger van de hardrock, is hem dan al voorgegaan.
De groepen Led Zeppelin en Black Sabbath debuteren eveneens eind jaren '60/begin jaren '70. Het geluid van deze twee bands is meer gitaar- en minder toetsen-georiënteerd. Daar waar Deep Purple zonder toetsenist ondenkbaar is, zullen veel latere hardrockbands - net als Led Zeppelin en Black Sabbath - zonder toetsenist albums opnemen en optredens geven. De basis van hardrock is met de genoemde artiesten gelegd en later in de jaren zeventig zal het genre erg populair worden.

## Aanverwante genres
Diverse stijlen in de rockmuziek hebben een sterke verwantschap. De grens tussen hardrock en de pas later gangbaar geworden term metal is moeilijk te trekken. Toch kan men er wel iets over zeggen. Er zijn verschillen op het gebied van zowel de muziek, als de lyrics. Van de tot nu toe genoemde bands zijn veel mensen van Black Sabbath in latere jaren gestopt die een 'hardrockband' te noemen, zij spelen metal. De overige groepen schaart men nog steeds onder '(hard)rock'. 
De muziek van bands als Bon Jovi, Boston en Europe zal door sommigen als hardrock worden versleten, terwijl anderen het liever over AOR hebben. 
Een andere stijlcombinatie die gelegd werd, was tussen hardrock en hiphop door voornamelijk Run-D.M.C. en ook in mindere mate de Beastie Boys.

## Kledingstijl
De kledingstijl van hardrockbands was eind jaren 1960, begin jaren 1970 sterk beïnvloed door enerzijds de hippies en anderzijds de kleding die motorbendes droegen. Hierbij waren lange haren en het dragen van jeans, lederen jacks, broekriemen met grote metalen gespen en motorlaarzen typerend. Bovendien werden op jacks geregeld emblemen van motormerken, motorclubs of militaire emblemen genaaid. Deze kledingstijl veranderde doorheen de tijd in essentie weinig in de volgende jaren en zelfs op de dag van vandaag zijn er nog veel bands en fans die er zo bijlopen. Het kleurenpatroon van deze outfits was doorgaans zwart, blauw en vervaald wit/grijs. Gaandeweg de jaren 70 kwam achtereenvolgens heavy metal en punkrock op, waaruit ook veel bands en fans inspiratie opdeden. Vooral het dragen van metalen medaillons, pinnenriemen en andere SM-accessoires is een door heavymetalbands als Judas Priest en punkrockbands als The Sex Pistols geïntroduceerde gewoonte die door veel hardrockbands en fans werd overgenomen. Naast de militaire emblemen werden er nu ook bandlogo's van lievelingsbands door de fans op de kleding genaaid (bandpatches). Dit was een gebruik dat net zoals het dragen van bandshirts, vooral diende om elkaar te kennen te geven van welke bands men fan was. Met name midden jaren 1970 waren de werelden van hardrock en heavy metal ook nog eens één geheel waarbij de genres in elkaars vaarwater lagen en de fans van beide genres tegelijk liefhebber waren.
Gaandeweg de jaren 80 deed zich analoog met de muziek, een opsplitsing in kledingsmaak tussen de fans voor. Veel hardrockbands (zoals Van Halen en KISS) en heavymetalbands als Def Leppard en Judas Priest schoven, vooral in de VS, op in de richting van de daar ontpopte glam metal waarbij de traditionele hardrockkleding was vermengd met elementen uit glamrock en new wave. De outfits vielen op door de vele accessoires, en vulden de basiskleuren zwart en blauw vaak aan met veel fellere kleuren (rode lederen jacks en glinsterende hemden waren niet ongebruikelijk onder glam metalfans). Algemeen kan gesteld worden dat deze kleding het modebeeld van de jaren 80 volgde en bij mannelijke fans vaak speelde met de grens tussen macho en verwijfd.
Niet alle fans volgden deze evolutie en al snel ontstond midden jaren 1980 met speedmetal en thrashmetal een tegenhanger voor de glam metal. Veel van deze nieuwe fans trokken het ruwe van de klassieke hard rock kleding nog een stap verder en droegen (jassen of broeken van) legeruniformen, kogelriemen en ofwel legerlaarzen ofwel witte sportschoenen.
Begin jaren 90 hadden beide genres aan populariteit ingeboet, kwam de grunge op en volgden veel nieuwere hardrockers deze trend met opnieuw soberder kleding. Later in de jaren 1990 en in de jaren 2000 kwamen ook nu metal en metalcore op, waarbij het gebruikelijk werd om sportkleding en kaptruien te dragen. Veel vroegere hardrockfans vonden dat dit nog maar weinig met hun muzieksmaak te maken had en sommigen splitsten zich uiterlijk volledig af van de stroming die hedendaagse metal volgt.
Moderne hardrockbands zoals Triggerfinger en Queens of the Stone Age dragen bij hun optredens maatpakken, in schril contrast met de oorspronkelijke kledingstijl.